# Trixiphichthys weberi
Trixiphichthys weberi és una espècie de peix de la família dels triacàntids i de l'ordre dels tetraodontiformes.

## Morfologia
- Els mascles poden assolir 30 cm de longitud total.[5][6]

## Alimentació
Menja invertebrats bentònics.

## Depredadors
A Austràlia és depredat per Carcharhinus tilstoni.

## Hàbitat
És un peix marí, de clima tropical i demersal que viu fins als 65 m de fondària.

## Distribució geogràfica
Es troba a ambdues ribes de la Badia de Bengala i des de les Filipines fins a Indonèsia i el nord d'Austràlia.

## Ús comercial
Es comercialitza fresc.